# Травматологический центр
«Травматологический центр» (кор. 중증외상센터?, 重症外傷센터?) — южнокорейский медицинский комедийный телесериал 2025 года, созданный по веб-новелле Hansanleega и Hongbichira, адаптированной для Naver Webtoon в 2019 году. Сценаристом сериала выступил Чхве Тхэкан, режиссёром выступил Ли Доюн, а главные роли исполнили Чу Джихун, Чху Ён У, Ха Ён, Юн Кён Хо и Чон Джэ Кван.
Сюжет сериала рассказывает о Пэк Кан Хёке, блестящем хирурге-травматологе, который присоединяется к испытывающей трудности университетской больнице. Премьера сериала состоялась на Netflix 24 января 2025 года.

## Синопсис
Пэк Кан Хёк прибывает в университетскую больницу, где команда травматологов изо всех сил пытается справиться с потоком пациентов. Его появление меняет ситуацию, поскольку он обладает выдающимися хирургическими навыками, отточенными в условиях конфликтов по всему миру. Его нестандартные методы и непоколебимая уверенность сначала вызывают напряжение в устоявшейся команде. Постепенно он завоёвывает их уважение и помогает им стать ведущим отделением травматологии.

## Актёрский состав

### Главная роль
- Чу Джихун — Пэк Канхёк[2]: Гениальный хирург-травматолог, который становится руководителем травматологического отделения, ставшего травматологическим центром в Хангукском национальном университете.
- Чху Ён У — Ян Чжэ Вон/Анус/Номер Один[2]: Парень, который становится первым учеником Кан Хёка. Он умный и миролюбивый, не умеет лгать. Он также является лучшим студентом-медиком в течение всего семестра и единственным сыном в семье врачей в третьем поколении.
- Ха Ён[англ.] — Чхон Чан Ми/Гангстер[2]: Медсестра с 5-летним опытом работы в травматологическом отделении больницы Хангукского национального университета.
- Юн Кён Хо[англ.] — Хан Юрим[2]: Проктолог и заведующий отделением общей хирургии и колопроктологии, который пристально наблюдает за Кан Хёком после потери своего протеже, Чжэ Вона.
- Чон Джэ Кван[англ.] — Пак Гёнвон[2]: Ординатор, который проводит сложные операции в отделении анестезиологии прямо перед экзаменом на специалиста.

### Роль второго плана
- Ким Ый Сон[англ.] — Чхве Чо Ын[3]: Директор больница Хангукского национального университета
- Ким Вон Хэ — Хон Джэхун[4]: Директор по планированию и координации больницы Хангукского национального университета
- Ким Сон Ён[англ.] — Кан Мёнхи[4]: Министр здравоохранения и соцобеспечения Республики Корея
- Пак Е Ни — Агнес Сонг[1]
- Хон Уджин — Ан Чонхон[1]: Капитан спасательного отряда службы спасения
- Мин Ён — Ма Тхэ Рим[1]
- Чан Сон Юн — медсестра Ким[5].
- Ким Ён Чон — медсестра Хон[1]
- Ким Чон Гиль — Хван Сону[1]: анестезиолог
- Ли Чон Ин — Чу Хён Ук[6]: Сотрудник отделения гепатологии, желчевыводящих путей и поджелудочной железы, который работает с Чжэ Воном с тех пор, как они были ординаторами.
- Чо Джэ Ён — ординатор скорой медицинской помощи[1]
- О Чон У — интерн скорой медицинской помощи[1]
- Пан Ю Ин — медсестра Пан[1]
- Пак Кван У — медсестра отделения неотложной помощи № 1[1]
- Чан Ю Чон — медсестра отделения неотложной помощи № 2[1]
- Квон Хе Им —медсестра отделения неотложной помощи № 3[1]
- Чо Хун — экипаж вертолёта[1]
- Ли Гын Ху — пилот вертолёта[1]
- Ким Со Джун — второй пилот вертолёта[1]

### Специальные появления
- Ким Джэ Вон[англ.] — Сон Дончжу: Военный врач

## Эпизоды
| № | Название | Режиссёр | Автор сценария | Дата премьеры   |
| - | --- | -------- | -------------- | --------------- |
| 1 | «Приход доктора-маньяка» транслит..: «Anjeonpini ppopin ttorai» (ориг..: 안전핀이 뽑힌 또라이)                | Ли До Юн | Чхве Тхэкан    | январь 24, 2025 |
| 2 | «Рождение протеже №1» транслит..: «1houi tansaeng» (ориг..: 1호의 탄생)                                       | Ли До Юн | Чхве Тхэкан    | январь 24, 2025 |
| 3 | «Продолжай бежать» транслит..: «Urin gyesong ttwieoya handa» (ориг..: 우린 계속 뛰어야 한다)                  | Ли До Юн | Чхве Тхэкан    | январь 24, 2025 |
| 4 | «Ближе, чем ты думаешь» транслит..: «Boineun geotboda deo gakkai» (ориг..: 보이는 것보다 더 가까이)           | Ли До Юн | Чхве Тхэкан    | январь 24, 2025 |
| 5 | «Код: Чёрный» транслит..: «Kodeu beullaek» (ориг..: 코드 블랙)                                                | Ли До Юн | Чхве Тхэкан    | январь 24, 2025 |
| 6 | «Причина, чтобы не сдаваться» транслит..: «Pogihaji aneul namanui iyu» (ориг..: 포기하지 않을 나만의 이유)    | Ли До Юн | Чхве Тхэкан    | январь 24, 2025 |
| 7 | «Сигнал бедствия из Южного Судана» транслит..: «Namsudaneseo on gujo sinho» (ориг..: 남수단에서 온 구조 신호) | Ли До Юн | Чхве Тхэкан    | январь 24, 2025 |
| 8 | «Пациент: Пэк Кан Хёк» транслит..: «Hwanjamyeong: baekganghyeok» (ориг..: 환자명: 백강혁)                     | Ли До Юн | Чхве Тхэкан    | январь 24, 2025 |

## Производство

### Разработка
В 2022 году Ли Нак Чжон, известный под псевдонимом Hansanleega, отоларинголог, ютубер и писатель веб-новелл, стал гостем программы «Радиошоу Пак Мён Су» на KBS Cool FM 7 февраля. Он сообщил, что уже подписал контракт на права на адаптацию своей веб-новеллы «Травматологический центр: Золотой час» в виде дорамы и рассматривает возможность участия Кон Ю и Ким Нам Гиля в главных ролях.
Согласно сообщению SPOTV News от 15 сентября, веб-новелла недавно была выбрана для создания дорамы и разрабатывается под рабочим названием «Тяжёлый травматологический центр: Золотой час» (кор. 중증외상센터: 골든 아워; англ. Severe Trauma Center: Golden Hour). Режиссёром проекта станет Ли До Юн, сценарий напишет Чхве Тхэкан, а продюсированием займутся Studio N и Mays Entertainment.

### Кастинг
В сентябре 2022 года Чу Джихун рассматривался как главный актёр сериала. В январе 2023 года агентство Чу, Blitzway Studios, подтвердило получение предложения и начало его рассмотрение. В апреле 2023 года был утверждён актёр Чху Ён У, и его агентство J,Wide-Company заявило, что он рассматривал возможность участия. Полный состав актёров, включая Чу Джихуна, Чху Ён У, Юн Кёнхо, Ха Ён и Чон Джэквана, был объявлен в июне 2023 года.

## Релиз
Согласно отчёту от Ize от 20 декабря 2024 года, релиз сериала был запланирован на 24 января 2025 года. Однако 23 декабря Netflix Korea опубликовала список проектов, запланированных к выпуску в январе 2025 года, в своих официальных социальных сетях, где сериал был указан как «скоро выйдет». Две недели спустя Netflix официально подтвердил дату релиза.

## Реакция

### Зрительская аудитория
Успех сериала «Травматологический центр» на основе рекомендаций получил широкое признание. С 27 января по 2 февраля шоу просмотрело 11,9 миллиона зрителей (рассчитано на основе деления общего количества часов просмотра на продолжительность эпизода), заняв первое место в глобальном рейтинге неанглоязычных телесериалов Netflix всего через 10 дней после премьеры. Сериал возглавил чарты в 17 странах, включая Корею, Таиланд, Тайвань, Малайзию, Чили и Перу, а также вошёл в топ-10 в 63 странах, включая Новую Зеландию, Францию, Италию, Мексику, Бразилию, Индию, Японию и Египет. По данным корейской компании Good Data Corporation, занимающейся анализом контента, интерес к сериалу вырос на 140 % по сравнению с предыдущей неделей, что сделало его в 2,5 раза более обсуждаемым, чем «Игра в кальмара 2».

### Реакция критиков
Пирс Конран из South China Morning Post оценил сериал на четыре из пяти звёзд и высоко оценил актёрскую игру Чу Джихуна, отметив, что «центральной фигурой в успехе шоу является Чи Джихун, который редко был так хорош в роли безупречного Пэк Кан Хёка. Эта чрезвычайно привлекательная роль подчёркивает его сильные стороны».
Конран добавил, что «Травматологический центр» — это шоу, которое берёт формулу медицинской драмы действия, отточенную такими сериалами, как «Учитель Ким, доктор Романтик», и одновременно упрощает её и усиливает. Персонажи более просты, как и сама драма, с акцентом на удовлетворение желания зрителей испытать героические моменты.